# Vicariato apostolico di Tracia

Mappa del vilayet di Adrianopoli

Il vicariato apostolico di Tracia (in latino: Vicariatus Apostolicus Thraciae Bulgarorum) è una sede soppressa della Chiesa greco-cattolica bulgara.

## Storia
Bulgari greco-ortodossi avevano aderito al cattolicesimo dal 1860, con una professione di fede lodata ed approvata da papa Pio IX, il quale aveva istituito a Costantinopoli un vescovo, Josif Sokolski, amministratore apostolico dei Bulgari uniati che vivevano nella parte europea dell'impero ottomano. Nonostante inizialmente le prospettive fossero prospere, dopo l'istituzione dell'esarcato bulgaro indipendente (1870) molti cattolici ritornarono in seno all'ortodossia, impoverendo così la neonata Chiesa greco-cattolica bulgara.
Il 7 aprile 1883 la Congregazione di Propaganda Fide eresse il vicariato apostolico di Tracia, che aveva giurisdizione sui fedeli greco-cattolici bulgari che abitavano la parte orientale dell'impero ottomano europeo ed in Bulgaria (Plovdiv e Sliven). Esso aveva la sua sede nella città di Adrianopoli (oggi Edirne): come primo vicario apostolico fu scelto un giovane sacerdote bulgaro di 32 anni, Michele Petkoff, ordinato vescovo il 22 aprile 1883.
Nel 1889 il vicariato apostolico contava 13 preti autoctoni, 7 resurrezionisti e 7 assunzionisti. I fedeli erano 2.900 distribuiti in 17 stazioni e 15 chiese o cappelle. Il vicariato annoverava inoltre un seminario per la formazione dei preti, e 2 monasteri, uno maschile ed uno femminile, con un totale di 45 religiosi bulgari.
Nel 1905 nel vicariato apostolico erano presenti 4.600 fedeli in 12 chiese e 8 cappelle; i preti locali sono 19 con 16 preti assunzionisti e 10 resurrezionisti.
Gli sconvolgimenti causati dalle Guerre balcaniche del 1912 e del 1913, dalla prima guerra mondiale e dalla Guerra greco-turca (1919-1922) hanno modificato sostanzialmente la geografia della regione, causando la fuga di molti cattolici, che si rifugiarono in Bulgaria.
Nel 1926 la Santa Sede provvide ad istituire il nuovo esarcato apostolico di Sofia (oggi eparchia) per i greco-cattolici bulgari, sopprimendo la giurisdizione precedente.

## Cronotassi dei vescovi
- Michele Petkoff † (10 aprile 1883 - 27 maggio 1921 deceduto)
  - Cristoforo Kondoff † (1923 - 11 aprile 1924 deceduto) (amministratore apostolico)